# Radical 36
El radical 36, representado por el carácter Han 夕, es uno de los 214 radicales del diccionario de Kangxi. En mandarín estándar es llamado 夕部　(xī bù, radical «atardecer»), en japonés es llamado 夕部, せきぶ　(sekibu), y en coreano 석 (seok).

## Nombres populares
- Mandarín estándar: 夕, xī, «atardecer».
- Coreano: 저녁석부, jeonyeog seogbu «radical seok-atardecer».
- Japonés: 夕べ（ゆうべ）, yūbe, «atardecer»; タ（た）, ta, «carácter silábico ta (タ) de katakana» (ya que es muy similar a este radical).
- En occidente: radical «atardecer».

## Galería
| Estilos antiguos                                 | Estilos antiguos                  | Estilos antiguos                        | Estilos antiguos                   | Estilos antiguos                   | Estilos empleados actualmente       | Estilos empleados actualmente  | Estilos empleados actualmente    | Estilos empleados actualmente   | Estilos empleados actualmente  |
|                                                  |                                   |                                         |                                    |                                    |                                     | 夕                             | 夕                               |                                 |                                |
| 甲骨文 jiǎgǔwén (escritura de huesos oraculares) | 金文 jīnwén (escritura de bronce) | 简帛 jiǎnbó (escritura de bambú y seda) | 篆文 zhuànwén (escritura de sello) | 篆文 zhuànwén (escritura de sello) | 隸書 lìshū (estilo de los escribas) | 楷書 kǎishū (estilo regular)   | 楷書 kǎishū (estilo regular)     | 行書 xǐngshū (estilo corriente) | 草書 cǎoshū (estilo de hierba) |
| 甲骨文 jiǎgǔwén (escritura de huesos oraculares) | 金文 jīnwén (escritura de bronce) | 简帛 jiǎnbó (escritura de bambú y seda) | 大篆 dàzhuàn (sello grande)        | 小篆 xiǎozhuàn (sello pequeño)     | 隸書 lìshū (estilo de los escribas) | 繁體／繁体 fántǐ (tradicional) | 简体／簡體 jiǎntǐ (simplificado) | 行書 xǐngshū (estilo corriente) | 草書 cǎoshū (estilo de hierba) |

## Caracteres con el radical 36
| trazos | carácter    |
| ------ | ----------- |
| + 0    | 夕          |
| + 2    | 外 夗 夘    |
| + 3    | 夙 多 夛    |
| + 5    | 夜 夝       |
| + 7    | 夞 够       |
| + 8    | 夠 梦       |
| + 9    | 夡          |
| + 11   | 夢 夣 夤 夥 |